# Droguerie du serpent
La Droguerie du serpent est un immeuble remarquable situé au 17, rue des Hallebardes à Strasbourg, classé monuments historiques depuis 1998.

## Localisation
Ce bâtiment est situé au 17, rue des Hallebardes à Strasbourg.

## Historique
L'édifice fait l'objet d'un classement au titre des monuments historiques depuis 1998.